# Jakob Böhme
Jakob Böhme (eng. Jacob Boehme) (Altseidenberg kod Görlitza, Njemačka, 1575. – Görlitz, 17. studenog 1624.), njemački filozof-mistik. Po zanimanju postolar, pod utjecajem Biblije, Weigela i Paracelsusa stvorio je vlastiti filozofski sustav u kojemu se iz ništavila rađa božanstvo kao prauzrok i uzrok svijeta, a zatim jedno iz drugoga izlaze vječna priroda, duhovni svijet i vidljiva priroda.

## Životopis
Rodio se u Görlitzu u Šleskoj (danas Zgorzelec u Poljskoj). Na njegov sustav filozofskog promišljanja utjecali su ponajviše Paracelsus, kabala, astrologija, alkemija i hermetička tradicija.
Godine 1600. doživio je religijsko nadahnuće što ga je navelo da napiše niz opskurnih, ali snažnih religijskih djela. Nakon objave prvog rada 1612. godine (Die Morgenroete im Aufgang), vlasti su mu zabranile daljnje izdavanje tekstova. Unatoč tome, nastavio je pisati u tajnosti, da bi 1623. godine izdao djelo "Put prema Kristu" (Weg zu Christo), zbog čega se opet našao pod optužbom i bio protjeran iz Görlitza. Otišao je u Dresden, no sljedeće se godine vratio u rodni grad, gdje je uskoro preminuo.

## Bog, priroda i čovjek
Böhme panteistički shvaća svemir kao jedinstvo Boga, prirode i čovjeka. Čovjek nalazi put do Boga spoznajom prirode, Bog se objavljuje u jednom vječnom procesu tako što u sebi rađa prirodu. U prirodi Božja bit postala je spoznatljivom kao ukupnost djelatnih sila. Time je ponovno rođenje, provedeno u pravoj spoznaji Boga, kao doista mistički cilj čovjekova bitka.
Duša se rađa s čovjekom, ali je ona njegov besmrtni dio koji se želi vratiti Bogu. Böhme preuzima ideju jedinstva mikrokozmosa i makrokozmosa: čovjek kao mikrokozmos je model cijeloga svijeta, makrokozmosa, te tako posjeduje i sva svojstva svijeta, kako ona božanskih sila tako i ona elemenata.

## Djela
- Opis triju načela Božjega bića, 1619.
- Četrdeset pitanja o duši, 1620.
- Mysterium Magnum, 1623.